# Tuckerized
| Recensione | Giudizio |
| ---------- | -------- |
| AllMusic   | [ 1 ]    |

Tuckerized è il dodicesimo album della The Marshall Tucker Band, pubblicato dalla Warner Bros. Records nel 1982.

## Tracce
Lato A
1. Reachin' for a Little Bit More – 3:20 (John Bettis, Michael Clark)
2. If You Think You're Hurtin' Me (Girl You're Crazy) – 4:10 (Michael Smotherman)
3. Even a Fool Would Let Go – 3:13 (Kerry Chater, Tom Snow)
4. Sea-Dreams & Fairy Tales – 3:31 (Toy Caldwell)
5. Anyway the Wind Blows Rider – 3:59 (David Bryant)

Durata totale: 18:13
Lato B
1. Mr. President – 3:11 (Randy Newman)
2. Heartbroke – 3:18 (Guy C. Clark)
3. Unforgiven – 3:54 (Tim Hardin, Ken Lauber)
4. Sweet Elaine – 3:11 (George McCorkle)
5. Ace High Love – 3:23 (Henry Gaffney, Andy Goldmark)

Durata totale: 16:57

## Formazione
- Toy Caldwell - chitarra acustica, chitarra elettrica, chitarra slide, chitarra pedal steel
- George McCorkle - chitarra acustica, chitarra elettrica
- Doug Gray - voce solista, accompagnamento vocale
- Jerry Eubanks - flauto, sassofono alto, sassofono baritono, accompagnamento vocale
- Franklin Wilkie - basso, accompagnamento vocale
- Paul T. Riddle - batteria, percussioni

Ospiti
- Ronnie Godfrey - tastiere
- Yolanda McCullough - accompagnamento vocale, coro
- Sarah Dash - accompagnamento vocale, coro
- Krystal Davis - accompagnamento vocale, coro

Note aggiuntive
- Gary Klein - produttore (per la The Entertainment Company)
- John Arrias - ingegnere del suono, remixaggio
- Charles Koppelman - produttore esecutivo
- Registrazione effettuata al Creative Arts Studio di Spartanburg, South Carolina
- Mixaggio effettuato al RCA Studios di New York City, New York
- Charles Koppelman - produttore esecutivo[2]